# フローレス級砲艦
フローレス級砲艦 (Flores-class gunboat) は、オランダ海軍の砲艦の艦級である。資料によってはスループに分類されることもある。

## 概要
本級は、オランダ海軍が1920年代半ばに植民地であるオランダ領東インドの警備用に建造した砲艦である。フローレス（Flores）とスンバ（Soemba）の2隻が建造され、いずれもオランダ領東インドの島の名前から命名されている。
第二次世界大戦の初期、フローレスはオランダ本国、スンバはオランダ領東インドにそれぞれ所在していた。その後両艦は連合軍側に脱出し一緒に戦ったが、シチリア、サレルノ、アンツィオ、ノルマンディーなどの主要な戦いで活躍し、何度も激しい敵の砲撃・空襲を加えられながら生き残ったことで「恐るべき双子」（The terrible twins）と綽名された。小型ながらオランダ海軍艦艇で特に活躍した艦級の一つである。

## 艦形
船体は船首楼型を採用している。主武装としてはクルップ製50口径5.9インチ（149mm）No.7単装砲を防盾付で背負式に前部へ2基、後部に1基の合計3基を搭載しており、艦形に比べ強力な砲火力が特徴であった。第二次大戦中にはレーダーの搭載や対空兵装の強化が行われている。

## 同型艦
- フローレス（Flores）

オランダ、メイ・フェイエノールト（Mij Feijenoord）造船所で1925年1月13日起工、1925年8月15日進水、1926年3月15日就役。1968年9月16日除籍。
- スンバ（Soemba）

オランダ、メイ・フェイエノールト造船所で1924年12月24日起工、1925年8月24日進水、1926年4月12日就役。1956年1月1日除籍。宿泊艦として使用の後1985年7月12日にスクラップとして売却。